# Meleșeni
Meleșeni è un comune della Moldavia situato nel distretto di Călărași di 1.592 abitanti al censimento del 2004